# Sân bay Bremerhaven
Sân bay Bremerhaven (tiếng Đức: Regional Flughafen Bremerhaven, Bremerhaven-Luneort hay đơn giản là Flughafen Bremerhaven) (IATA: BRV, ICAO: EDWB) là một sân bay ở Luneort, 7,6 km (4,7 mi) về phía tây nam Bremerhaven, Đức.
Ostfriesische Lufttransport cung cấp dịch vụ bay hàng ngày nôi với đảo Düne (Heligoland) và Heide–Büsum, nhưng sân bay Bremerhaven chủ yếu vẫn là một câu lạc bộ và địa điểm bay tư nhân.

## Hãng hàng không và tuyến bay
| Hãng hàng không             | Các điểm đến       |
| --------------------------- | ------------------ |
| Air Hamburg                 | Helgoland, Hamburg |
| Ostfriesische Lufttransport | Hamburg            |